# 張氏節孝坊 (新竹)
24°49′01″N 120°58′12″E / 24.816833°N 120.969926°E
張氏節孝坊，是位在臺灣新竹市北區湳雅里的節孝坊，建於清代同治十年（1871年），列為新竹市文化資產。

## 事蹟
張棗娘在二十歲時嫁給北門鄭家鄭用錫之弟鄭用錦作繼室，九年後喪夫，留有三子，其中兒子鄭如蘭日後成為淡水廳學增生。如同臺灣其他望族會興建齋堂提供守寡親友修行一樣，北門鄭家有一善堂給寡婦居住。同治五年（1866年）張氏獲得旌表，准建節孝坊。同治十年（1871年）建成時，她是新竹生前親睹己身有節孝坊的第一人，卒於光緒四年（1878年）。

## 景觀
湳雅的江氏節烈坊、張氏節孝坊、李錫金孝子坊、蘇氏節孝坊都是四柱三間格局，位置構成一條出新竹北門北上艋舺的清朝官道，官道寬度就是中間二根柱子間的距離。其中張氏節孝坊比例上與其他新竹牌坊較為寬大低矮，一、二層的尾端出簷雕出滴水瓦線，末端也起翹上揚，是與其他新竹牌坊最大的差異。
用材上以泉州白石為主，配以青斗石。由上而下分別可看到鴟尾兩座、石檐、聖旨牌、石獅，中枋及石刻人物等，明間大枋雕的是四龍搶珠，左右次間的麒麟雕刻為透雕，枋上雕主題是琴棋書畫。在牌坊文字上，聖旨牌下方中央石匾刻「天旌節孝」四字。
陽面明間對聯為「苦節堅貞四十載，矢志柏舟磺溪流潔；思綸獎錫千百年，垂芳彤管瀛嶠風清」。另面為「北郭清風垂壺範；東瀛皓月照貞心」。

## 維護

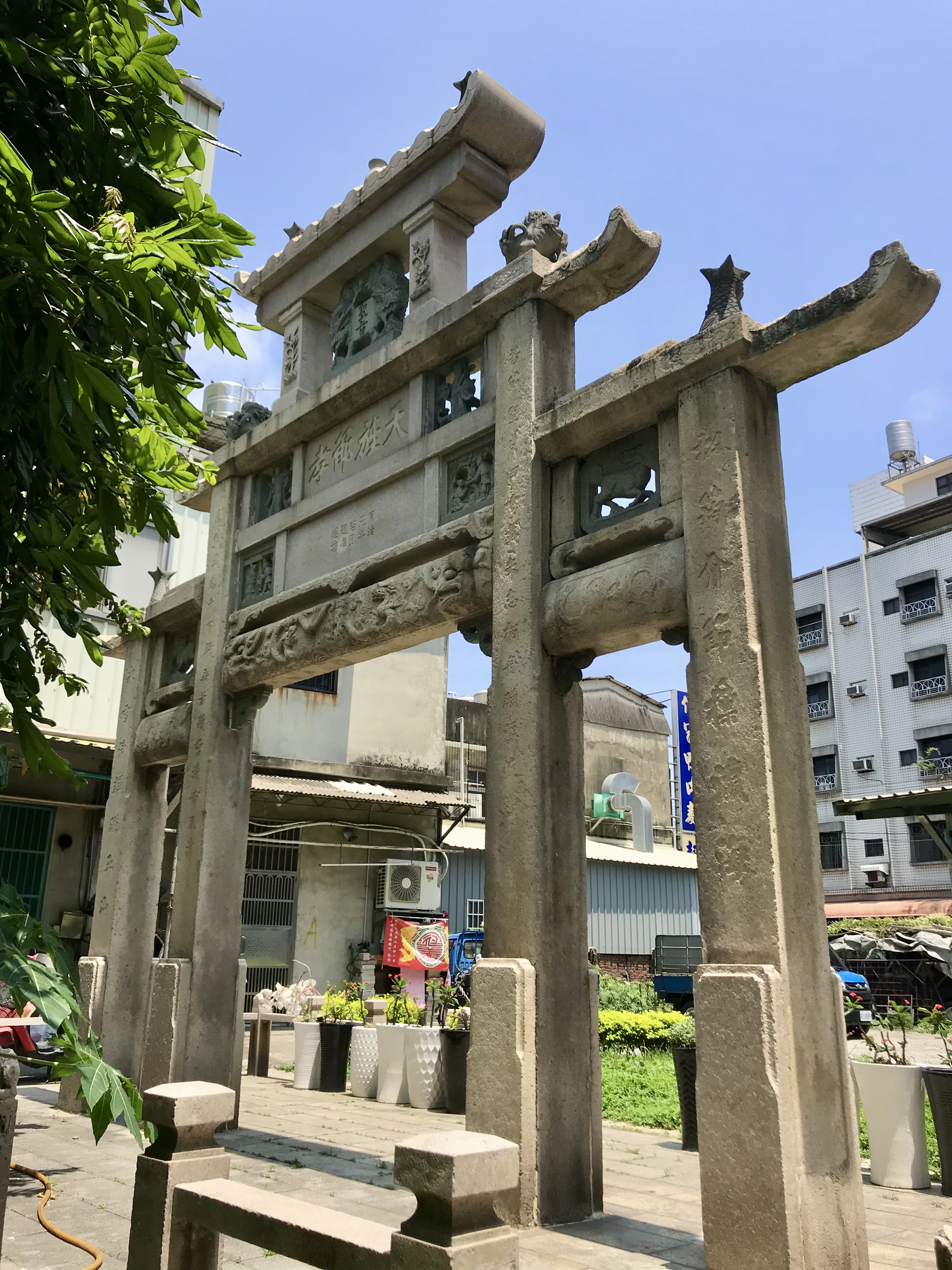
張氏節孝坊背面

新竹市縣轄市時代其維護古蹟分配額少，僅多能樹立幾面告示牌，縣市分治後，新竹市1983年的維護古蹟預算僅新台幣六千元。張氏節孝坊曾荒廢到三層倒得只剩下一層，位置成為私人停車場。1984年，新竹市古蹟維護費提高至五萬元，該2月中旬，省府同意撥款一百萬修復新竹市古蹟，市府民政局禮俗文物課以整修受損情形最鉅的鄭用錫墓和張氏節孝坊為優先。1985年7月，經政府評定張氏節孝坊為三級古蹟後，由民政局委託漢光建築師事務所進行修復。市府修護此節孝坊共編列二百萬元，分三期三年施工。1986年6月6日，接受市政府委託修復張氏節孝坊的漢光建築師事務所人員到現場作業時，發現橫樑兩端原有兩隻動物石像失竊、橫樑下方框內的石雕像也被切割挖走，因此漢光修復時，依原樣多建四件飾物。